# Cantó de Tolosa-8
El cantó de Toulouse-8 és un cantó francès del departament de l'Alta Garona, a la regió d'Occitània. Està inclòs al districte de Tolosa, està format per 8 municipis més una part del cap del cantó, Tolosa de Llenguadoc.

## Municipis
- Balmar
- Bèlpuèg
- Dremil e la Faja
- Florenç
- Montdosilh
- Monts
- Montrabe
- Le Pin de Balmar
- Quint e Fontsagrivas
- Tolosa de Llenguadoc